# Сельское поселение Приполярный
Сельское поселение Приполярный — муниципальное образование в составе Берёзовского района Ханты-Мансийского автономного округа — Югры России. Административным центром является посёлок Приполярный, единственный населённый пункт сельского поселения.

## Населённые пункты
- посёлок Приполярный.

## Статистика населения
| Населённый пункт | Численность населения |
| ---------------- | --------------------- |
| Приполярный      |                       |
| Всего            | 1300                  |